# Ringkriterium
Das Ringkriterium ist ein Konzept aus der allgemeinen Relativitätstheorie, das die Entscheidung ermöglichen soll, ob ein kompaktes Objekt zu einem Schwarzen Loch kollabiert oder nicht.  Ein Objekt mit der Masse {\displaystyle M} genügt dem Ringkriterium, wenn es kompakt genug ist, dass es (in jeder Ausrichtung) durch die Öffnung eines Ringes mit dem Umfang {\displaystyle 2\pi R_{S}} passt, wobei {\displaystyle R_{S}=2GM/c^{2}} der mit der Objektmasse assoziierte Schwarzschildradius ist.
Eine bislang unbewiesene, aber durch alle bekannten Beschreibungen Schwarzer Löcher bestätigte Vermutung (Hoop Conjecture) des amerikanischen Physikers Kip Thorne besagt, dass jeder Körper, der kompakt genug ist, um dem Ringkriterium zu genügen, zu einem Schwarzen Loch kollabiert.
Von Thorne wurde auch noch stärker vermutet, dass dies auch eine hinreichende Bedingung ist (dann und nur dann, falls das Ringkriterium erfüllt ist bildet sich ein schwarzes Loch). Üblicherweise wird die Vermutung so interpretiert, dass für die Bildung eines schwarzen Lochs ein Kollaps in allen drei Raumdimensionen erfolgen muss, bei zwei („Pfannkuchen“-artiges Szenario) oder einer Dimension entstehen dagegen Nackte Singularitäten (Verletzung von Cosmic Censorship, was Thorne für möglich hält). 